# Isopterygium nanum
Isopterygium nanum là một loài Rêu trong họ Hypnaceae. Loài này được (Jur.) Loeske mô tả khoa học đầu tiên năm 1910.